# 대니 피즈먼
대니 데이비드 피즈먼(Daniel David Fiszman, 1945년 1월 9일~2011년4월 13일)는 남아프리카 공화국 출신의 영국의 기업인으로, 다이아몬드 딜러이며 아스널 FC의 대주주이기도 하며 재산은 《선데이 타임스》에 따르면 236만 파운드로 세계 351위이다.

## 일생과 경력
제2차 세계 대전 중 영국 런던으로 이민 온 벨기에 유대인의 아들로 다이아몬드 사업을 하며 재산을 모았고, 런던에 80만 파운드의 스타 다이아몬드 그룹을 세웠다.
2007년 러시아의 알리셰르 우스마노프, 이란의 파하드 모시리와 함께 레드 앤 화이트 시큐리티를 통해 잉글랜드 프리미어리그의 아스널 FC의 주식 16.1%를 구입하였다.
현재 스위스 제네바 근교에 살고 있다.

## 같이 보기
- 아스널 FC